# 東斯科舍洋脊
東斯科舍洋脊（East Scotia Ridge）是南極南大西洋斯科舍板块上極東端的海底火山洋脊。2009年，一種屬於基瓦屬的未命名物種(Kiwa n. sp.)、暫時被稱為「霍夫蟹」的生物在這裡被發現。